# Magallanodon
Magallanodon is een geslacht van uitgestorven zoogdieren uit de orde Gondwanatheria. Dit dier leefde tijdens het Laat-Krijt (ongeveer 72-68 miljoen jaar geleden) in Patagonië is. 

## Fossiele vondst
In 2020 werden tanden beschreven die waren gevonden in de Dorotea-formatie in de Río de Las Chinas-vallei in het Magallanes-bekken in het Chileense deel van Patagonië. Magallanodon was hiermee het eerste beschreven zoogdier uit het Mesozoïcum dat werd gevonden in Chili, een jaar later gevolgd door Orretherium van dezelfde fossielenlocatie. De vondsten dateren uit het Laat-Campanien of Vroeg-Maastrichtien. Ook in de Chorrillo-formatie in Argentinië zijn fossielen gevonden.

## Kenmerken
Magallanodon was ongeveer 60 cm lang, ongeveer het formaat van een hedendaagse beverrat. Het was hiermee van vergelijkbare grootte als de verwanten Gondwanatherium en Sudamerica. Het gebit wijst er op dat Magallanodon zich voedde met stevige planten.